# Armando Pannunzio
Armando Pannunzio (São Paulo, 27 de julho de 1915 — Sorocaba, 22 de janeiro de 1985) foi um político brasileiro.
Tendo chegado a Sorocaba com apenas seis meses de idade, fez o curso primário no Colégio Visconde de Porto Seguro e o secundário no Colégio Júlio Prestes. Formou-se em Direito pela Faculdade de Direito da Universidade de São Paulo.
Foi organizador da Delegacia Regional do SESI, instituição de que seria delegado até a aposentadoria, presidente do Rotary Club Sorocaba e da Associação Rural de Sorocaba, além de professor e diretor da Faculdade de Direito de Sorocaba.
Foi prefeito de Sorocaba de 1964 a 1969 e de 1973 a 1977 e deputado estadual paulista eleito em 1970. Em sua homenagem, a grande "Avenida Curitiba" em Sorocaba foi rebatizada "Avenida Doutor Armando Pannunzio". Seu filho, Antonio Carlos Pannunzio, também foi prefeito de Sorocaba duas vezes.